# رقص آواری
آواری(به ترکی آذربایجانی: Avarı) (به انگلیسی: Avari) از جمله رقص‌های فولکلوریک قدیمی اهالی آذربایجان است.
منسوب به آواری‌های ساکن آذربایجان می‌باشد. رقص آواری به‌طور گسترده‌ای بین آذربایجانی‌ها متداول است. از سه قسمت تشکیل شده‌است. در ابتدا آرام بوده و به تدریج بر سرعتش افزوده شده و در نهایت به ریتم سریع لزگینکا می‌رسد.